# Zwarte korstkogelzwam
De zwarte korstkogelzwam (Biscogniauxia mediterranea) is een zakjeszwam die behoort tot de familie Xylariaceae. Hij leeft saprotroof op takken en hout vaak na brand of extreme droogte.. Hij komt voor op eik (Quercus).

## Kenmerken

### Uiterlijke kenmerken
De stroma barsten door de schors, zijn 20 tot 70 mm lang, 5 tot 40 mm breed en 0,8 tot 1 mm dik met een met een donkerbruine buitenlaag. Ascomata meten 200-350 µm in diameter, zijn 500-800 µm hoog, in een enkele laag, peervormig tot bijna cilindrisch, vaak enigszins samengedrukt. Asci zijn 8-sporig en meten 160-180 × 9-12,5 µm, het sporendragende deel is 120 tot 150 µm lang, cilindrisch met een vrij korte steel, tamelijk dunwandig, niet gespleten en kleurt blauw in jodium. 

### Microscopische kenmerken
Ascosporen zijn donkerbruin tot zwart, ellipsvormig tot spoelvormig-ellipsvormig, de uiteinden afgerond of enigszins verzwakt, glad, in de ascus eenzijdig gerangschikt, onder gelatineus omhulsel of aanhangsels en meten (14-) 15-21 (-22,5) × 6,5-8,5 (-9) µm.

## Verspreiding
De zwarte korstkogelzwam komt zeldzaam voor in Nederland. Hij staat op de rode lijst in de categorie 'Gevoelig'.